# ادوارد وودوارد
ادوارد وودوارد (انگلیسی: Edward Woodward؛ ‏ ۱ ژوئن ۱۹۳۰ – ۱۶ نوامبر ۲۰۰۹) یک هنرپیشه اهل بریتانیا بود. 
وی بین سال‌های ۱۹۵۵ تا ۲۰۰۹ میلادی فعالیت می‌کرد.
او در فیلم عشق ابدی است، آقای جانسون، قهرمانان و نام رمز: کیریل بازی کرده‌است.